# Avon Championships of Seattle 1982
LAvon Championships of Seattle 1982 è stato un torneo di tennis giocato sul sintetico indoor. È stata la 6ª edizione del torneo, che fa parte del WTA Tour 1982. Si è giocato a Seattle negli USA dal 18 al 24 gennaio 1982.

## Campionesse

### Singolare
Martina Navrátilová ha battuto in finale  Andrea Jaeger con il punteggio di 6–2, 6–0

### Doppio
Rosie Casals /  Wendy Turnbull hanno battuto in finale  Kathy Jordan /  Anne Smith con il punteggio di 7–5, 6–4